# 金纬
金纬（？—）于2011年5月加入尚德电力，担任CFO。2012年8月接替施正荣任CEO。2013年9月离任。金纬此前曾任职于美国Tetra Tech、华特迪斯尼和贝泰集团。